# ميشيل دي كارفاليو
ميشيل دي كارفاليو (بالإنجليزية: Michel de Carvalho)‏ هو متسابق على الجليد بمزلاجة وممثل بريطاني، ولد في 21 يوليو 1944.

## أعمال

### أفلام
- (1956) الشجاع
- (1962) لورنس العرب[5]

## وصلات خارجية
- ميشيل دي كارفاليو على موقع أوليمبيديا (الإنجليزية)
- ميشيل دي كارفاليو على موقع IMDb (الإنجليزية)
- ميشيل دي كارفاليو على موقع ألو سيني (الفرنسية)
- ميشيل دي كارفاليو على موقع قاعدة بيانات الأفلام السويدية (السويدية)
- ميشيل دي كارفاليو على موقع قاعدة بيانات الفيلم (الإنجليزية)
- ميشيل دي كارفاليو على موقع كينوبويسك (الروسية)